# This Present Wasteland
This Present Wasteland è il nono album del gruppo metal statunitense Metal Church, pubblicato nel 2008.
L'album ha visto la partecipazione di Angus Clark, Chris Cafferey, Matt Leff.

## Tracce
1. The Company Of Sorrow – 6:37
2. The Perfect Crime – 4:37
3. Deeds Of A Dead Soul – 8:27
4. Meet Your Maker – 5:35
5. Monster – 6:25
6. Crawling To Extinction – 4:11
7. A War Never Won – 5:33
8. Mass Hysteria – 4:41
9. Breathe Again – 5:23
10. Congregation – 5:52

## Formazione
- Kurdt Vanderhoof – chitarra
- Rick Van Zandt – chitarra
- Jeff Plate – batteria
- Steve Unger – basso
- Ronny Munroe – voce